# Barra de Carrasco
Barra de Carrasco ist eine Stadt in Uruguay.

## Geographie
Die Küstenstadt befindet sich an der äußersten Südwestspitze des Departamento Canelones in dessen Sektor 37. Sie grenzt dabei mit ihrer Südostseite an den Río de la Plata. Am sich nach Nordosten fortsetzenden Küstenabschnitt schließt unmittelbar Parque Carrasco an, während im Südwesten der Arroyo Carrasco die Grenze zum Nachbardepartamento Montevideo und dem dort gelegenen montevideanischen Stadtviertel Carrasco bildet. Im Nordwesten hat Barra de Carrasco eine gemeinsame Stadtgrenze mit Paso de Carrasco.

## Infrastruktur
In Barra de Carrasco befindet sich der Sitz des nationalen uruguayischen Tennisverbandes Asociación Uruguaya de Tenis.

## Einwohner
Die Einwohnerzahl von Barra de Carrasco beträgt 5.410 (Stand 2011).
| Jahr | Einwohner |
| ---- | --------- |
| 1963 | 524       |
| 1975 | 1.701     |
| 1985 | 2.815     |
| 1996 | 4.306     |
| 2004 | 4.747     |
| 2011 | 5.410     |

Quelle: Instituto Nacional de Estadística de Uruguay